# 南希·汉密尔顿
南希·汉密尔顿（英語：Nancy Hamilton，1908年7月27日—1985年2月18日）是一名美国女演员、剧作家、作词家、导演和制片人，1955年凭借《海伦·凯勒》获得奥斯卡最佳纪录片奖

## 生平
1908年7月27日，她出生于宾夕法尼亚州塞维克利，父母为查尔斯·李·汉密尔顿和玛格丽特·米勒·马歇尔。她在史密斯學院读书，1930年获得文学学士学位。
在史密斯学院，汉密尔顿就很热衷于戏剧，并在大四时担任学校戏剧协会主席:180。她在匹兹堡和新泽西州蒙特克莱尔进行了一段时间的业余表演和制片后，于1932年搬到纽约市，与别人合租生活。她曾在斯特恩百货公司工作，然后进入雷电华电影，负责调查观众喜好。
在纽约，她曾是《The Warrior's Husband》中凯瑟琳·赫本的候补演员:180，1934年在首次亮相百老汇，创作了许多歌词，如《月亮有多高》。之后，她又投身编剧，也发表文章、诗歌。1955年，汉密尔顿凭借《海伦·凯勒》获得奥斯卡最佳纪录片奖。
1985年2月18日，汉密尔顿在纽约市病逝。

## 私生活
汉密尔顿是女演员凯瑟琳·康奈尔的终生伴侣。